# Dysmilichia phaulopsis
Dysmilichia phaulopsis är en fjärilsart som beskrevs av Brandt 1938. Dysmilichia phaulopsis ingår i släktet Dysmilichia och familjen nattflyn. Inga underarter finns listade i Catalogue of Life.